# Richard Scannell

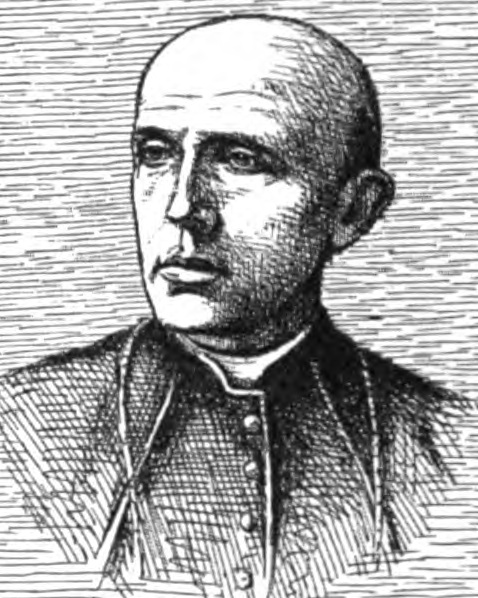
Bischof Richard Scannell

Richard Scannell (* 12. Mai 1845 in Cloyne, County Cork, Irland; † 8. Januar 1916) war ein irisch-US-amerikanischer Geistlicher und römisch-katholischer Bischof von Omaha sowie zuvor der erste Bischof von Concordia.

## Leben
Richard Scannell empfing am 26. Februar 1871 das Sakrament der Priesterweihe für das Bistum Nashville.
Am 8. August 1887 ernannte ihn Papst Leo XIII. zum ersten Bischof des wenige Tage zuvor errichteten Bistums Concordia. Der Erzbischof von Chicago, Patrick Augustine Feehan, spendete ihm am 30. November desselben Jahres die Bischofsweihe; Mitkonsekratoren waren der Bischof von Louisville, William George McCloskey, und der Bischof von Nashville, Joseph Rademacher.
Am 30. Januar 1891 ernannte ihn Papst Leo XIII. zum Bischof von Omaha.